# Chiesa di San Carlo Borromeo (Ferrara)
La chiesa di San Carlo Borromeo è la parrocchiale nella frazione di Parasacco a Ferrara. La sua costruzione risale al XII secolo.

## Storia
A Parasacco il primo luogo di culto ha origini molto antiche. Esisteva già nel XII secolo e la sua intitolazione era per San Leonardo. Nei primi tempi era legata al priorato di San Romano poi divenne sussidiaria di San Daniele di Venezia infine fu nella giurisdizione diretta del vescovo di Ferrara.
Nel 1621 e poi ancora nel 1791 la chiesa fu oggetto di due importanti restauri. In quel periodo la sua intitolazione divenne quella recente, per San Carlo Borromeo.
Un ciclo di restauri venne realizzato tra il 2010 e il 2012; si intervenne sulle strutture murarie e sulla copertura del tetto. Venne sistemata anche la canonica.
Il terremoto dell'Emilia del 2012 ha danneggiato in modo grave l'edificio rendendolo inagibile.